# Henri Douvillé
Joseph Henri Ferdinand Douvillé (* 16. Juni 1846 in Toulouse; † 19. Januar 1937) war ein französischer  Geologe, Malakologe und Paläontologe.

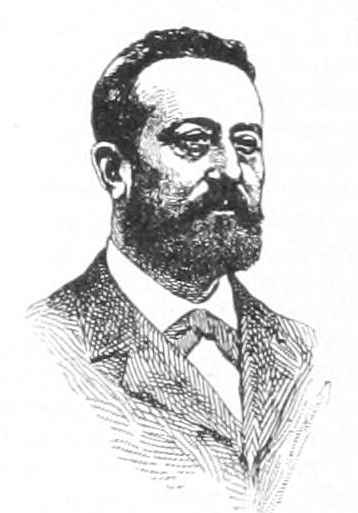
Henri Douvillé

Douville studierte ab 1863 an der École polytechnique und der  École des Mines, war Bergbauingenieur im Corps des Mines (1872 in Limoges und 1874 in Bourges) und ab 1876 Dozent (Professeur suppléante) und 1881 bis 1911 Professor für Paläontologie an der École des Mines. Über 40 Jahre (ab 1870) war er für die paläontologische Sammlung der École des Mines zuständig und bearbeitete in diesem Zusammenhang weltweite Aufsammlungen von Paläontologen und Geologen (aus Ägypten, Kleinasien, dem Mittelmeerraum, Zentralamerika, Madagaskar, dem Iran, Syrien, Äthiopien, Tibet u. a.). 1871 bis 1883 war er auch an der Erstellung der geologischen Karte Frankreichs beteiligt.
Er galt als Experte für Ammoniten und Rudisten. 1912 benannte er die Muschel-Ordnung Actinodontoida.
1881 wurde er Präsident der französischen geologischen Gesellschaft und erhielt 1912 deren Gaudry-Medaille. 1907 wurde er Mitglied der Académie des sciences. Er wurde 1905 Offizier der Ehrenlegion. 1898 erhielt er den Prix Fontannes. Seit 1929 war er Ehrenmitglied der damaligen Sowjetischen Akademie der Wissenschaften.